# Navalpino
Navalpino es un municipio y localidad española de la provincia de Ciudad Real, en la comunidad autónoma de Castilla-La Mancha. El término municipal tiene una población de 195 habitantes (INE 2024).

## Geografía
Población de unos 210 habitantes situada al pie de la sierra de Valechoso, en el noroeste de la provincia de Ciudad Real, y en la zona central de la Mancomunidad de Cabañeros. Su nombre procede de Nava el Pino, como lo llamaron sus primeros pobladores, que puede traducirse por breve llanura del pino.
Se encuentra en la ruta del Guadiana y se sitúa al sur del parque nacional de Cabañeros; no aporta terreno a este espacio natural pero posee interesantes recursos naturales en la zona de los molinos del Guadiana. El municipio tiene una superficie de 196,33 km² con una población de 235 habitantes (INE 2015) y una densidad de 1,23 hab./km².

## Historia
Forma un núcleo de población desde época medieval. El Diccionario geográfico-estadístico-histórico de España y sus posesiones de Ultramar de Pascual Madoz reseña la existencia de unos baños de aguas medicinales, descubiertos en 1812 por José María Adeba y Juan Díaz. No obstante, esos baños termales fueron construidos sobre otros árabes del siglo XI.
Fernando III donó en 1222 el castillo de Milagro al Arzobispado de Toledo. En el documento manuscrito de esta donación se citan las Navas de Sancho Ximénez, que podría ser Navalpino. 
En las relaciones topográficas de Felipe II correspondientes al siglo XVI se habla ya de Nava el Pino. En esta comarca es muy frecuente el topónimo de nava, que significa pequeña llanura rodeada por cerros. 
Hacia mediados del siglo XIX, el lugar tenía contabilizada una población de 435 habitantes. Aparece descrito en el decimosegundo volumen del Diccionario geográfico-estadístico-histórico de España y sus posesiones de Ultramar de Pascual Madoz de la siguiente manera:

NAVALPINO: l. con ayunt. en la prov. de Ciudad-Real (12 leg.), part. jud. de Piedrabuena (8), aud. terr. de Albacete (42), dióc. de Toledo (18), c. g. de Castilla la Nueva (Madrid 30). sit. sobre una loma ó sierrezuela, resguardado por la parte N. por otras mas elevadas, con clima templado; reinan los vientos E., S. y O., y se padecen intermitentes, inflamatorias y gástricas. Tiene 105 casas de tierra y piedra tosca, sin ningunas comodidades, en calles irregulares y sin empedrado; la de ayunt.; una fragua; una escuela dotada con 1,100 rs. de los fondos públicos y asisten 33 niños de ambos sexos; una igl. parr. dedicada á San Bartolomé, aneja á las de Arroba y servida por un teniente, y en los afueras una ermita demolida con el titulo de San Sebastian, que sirve de cementerio. Se surte de aguas potables en una fuente próxima al l. y otras muchas á varias dist. Confina el térm. por N. con el de Horcajo de los Montes; E. Fontanarejo; S. Arroba; O. Puebla de Don Rodrigo y Villarta de los Montes (Badajoz); estendiéndose 1 1/2 leg. de E. á O., 3/4 de N. á S. y comprende el desp. de la Aldehuela á una leg., donde hay unas minas abandonadas; varias propiedades con castaños y encinas; algunos prados naturales con escelentes pastos; mucho monte bajo por todas partes y por último los modernos baños de Navalpino, descubiertos en 1812 por José María Adeba y Juan Díaz, vec. de este l.: el manantial de estos baños, abandonado y sin ninguna clase de abrigo ni reparos, es sin embargo prodigioso, y por esta razon á pesar de todo va siendo cada vez mayor la concurrencia; su composicion es de gas ácido carbónico libre, carbonato de hierro ad-máximum, hidroclorato de sosa, id. de magnesia, id. de cal, y un precipitado abundantísimo de hierro: distan media leg. O. del pueblo. Bañan el térm. los r. Guadiana de E. á O. 1/4 leg., San Márcos y Valdehornos que desaguan en el anterior. El terreno es sumamente escabroso, quebrado, de secano y de inferior calidad; los caminos malísimos, solo de herradura; el correo se recibe en Ciudad-Real por balijero asalariado por este y otros l. comarcanos, cada 8 dias. prod.: trigo, cebada, centeno, patatas, garbanzos, lino; se mantiene ganado cabrío, vacuno, de cerda, colmenas, y se cria abundante caza mayor y menor; ind. y comercio: 2 molinos harineros en Guadiana y Valdehornos; se esporta cera y miel. pobl.: 87 vec., 435 alm. cap. imp.: 15,892 rs. contr. por todos conceptos con inclusion de Culto y Clero 5,907 rs. 22 mrs. presupuesto municipal: 7,000 rs., del que se pagan 2,000 al secretario por su dotacion y se cubre con 1,000 rs. de arbitrios concedidos por real orden de 1.º de marzo de 1846, sobre un pedazo de terreno que llaman deh. boyal, y lo demas por repartimiento á falta de propios.
(Madoz, 1849, p. 61)

## Demografía
Navalpino cuenta con una población de 195 habitantes (INE 2024).
| Gráfica de evolución demográfica de Navalpino entre 1842 y 2021                                                     |
| |
| Población de derecho según los censos de población del INE Población de hecho según los censos de población del INE |

| 342           | 331 | 308 | 273 | 250 | 235 |
| (Fuente: INE) |     |     |     |     |     |

## Patrimonio

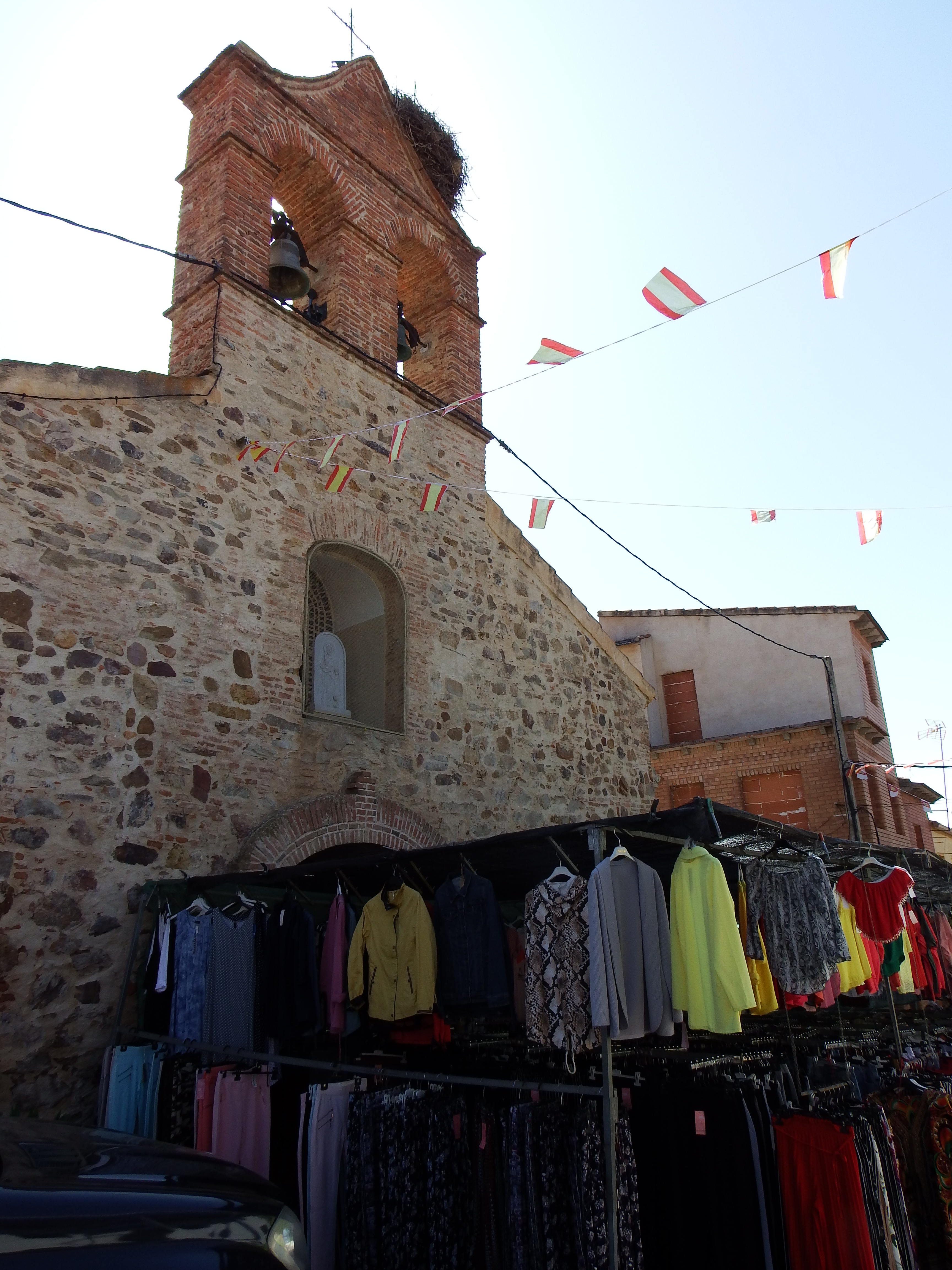
Iglesia de San Bartolomé

Destaca la iglesia parroquial, cuya advocación se dedica a San Bartolomé, patrón del pueblo, que celebra su fiesta el 24 de agosto. Su interior se estructura en torno a una sola nave con cubierta a dos vertientes sobre grandes arcadas ligeramente apuntadas que se apoyan en soportes o contrafuertes laterales. En el muro de la derecha se encuentra adosada una capilla dónde está la pila bautismal, a la que se accede a través de un arco mixtilíneo de claras reminiscencias árabes.
En el frontal de la cabecera existe un retablo, formado por tres calles: en la central aparece San Bartolomé y en los laterales, San José y la Candelaria.
El exterior del edificio está remozado con cemento y cal, excepto un lateral cuyos materiales son piedra y argamasa.

## Fiestas y tradiciones
- Carnavales. La gente se inventa murgas estudiantinas sobre algo que ha pasado en el pueblo o en el país a lo largo del año. Las cantan disfrazados por todo el pueblo.
- 19 de marzo, día del padre (San José). El pueblo se dirige al río Valdehornos a comer la tradicional tortilla de patatas.
- Domingo de Ramos. Los ramos bendecidos por el párroco se ponen en las ventanas y en las puertas de las casas para ahuyentar al demonio.
- 1 de mayo. Se hace una cruz en la sacristía de la iglesia que queda hasta mediados de mayo y las mujeres y hombres van por las tardes a rezar el rosario. Se cantan los mayos en las puertas de las casas de las mozas.
- 15 de mayo, San Isidro. Se acompaña al Santo de romería a la ermita.
- 24 de agosto, San Bartolomé. Patrón del pueblo de Navalpino, cuyas fiestas duran cuatro días.
- Comienzos del mes de diciembre. Se realizan las tradicionales matanzas en alguna casa.

## Personas notables
- J. J. Polo, cantante español inactivo.
- Nicolás Clavero, economista y estadístico.